# ليلي رينيه
ليلي رينيه (بالإنجليزية: Lily Renée)‏ هي رسامة بالرصاص أمريكية، ولدت في 12 مايو 1921 في فيينا في النمسا.